# Catalina de Erauso
Catalina de Erauso (także Francisco Loyola, ur. 1592 w San Sebastián, zm. 1649) – półlegendarna hiszpańska zakonnica, kobieta konkwistador.

## Życiorys

mapa podróży Cataliny de Erauso

Catalina de Erauso urodziła się w 1592 roku w San Sebastián. W młodości marzyła o podróży do Ameryki Południowej jako konkwistador. Została oddana do klasztoru, zbiegła jednak z niego w wieku szesnastu lat w męskim przebraniu i wyjechała do Ameryki, gdzie została żołnierzem. Posługiwała się imieniem Francisco Loyola. Dzięki swojej wojskowej karierze stała się znana; od papieża Urbana VIII otrzymała oficjalną zgodę na noszenie męskiego stroju. Była lesbijką. Zmarła w 1649 roku.